# Springervoorvork

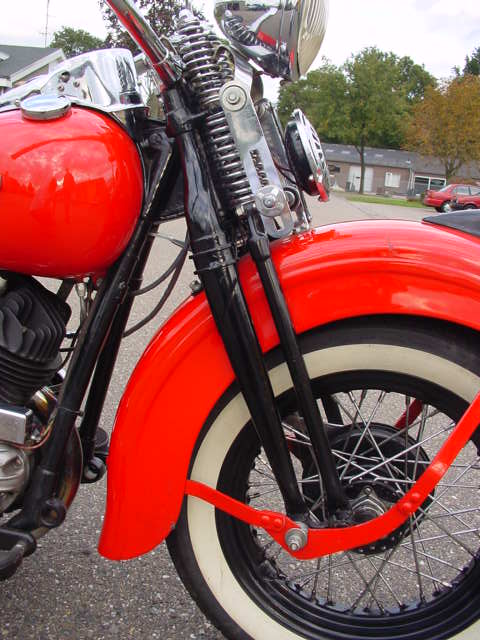
Springervoorvork op een Harley-Davidson 40 EL uit 1942

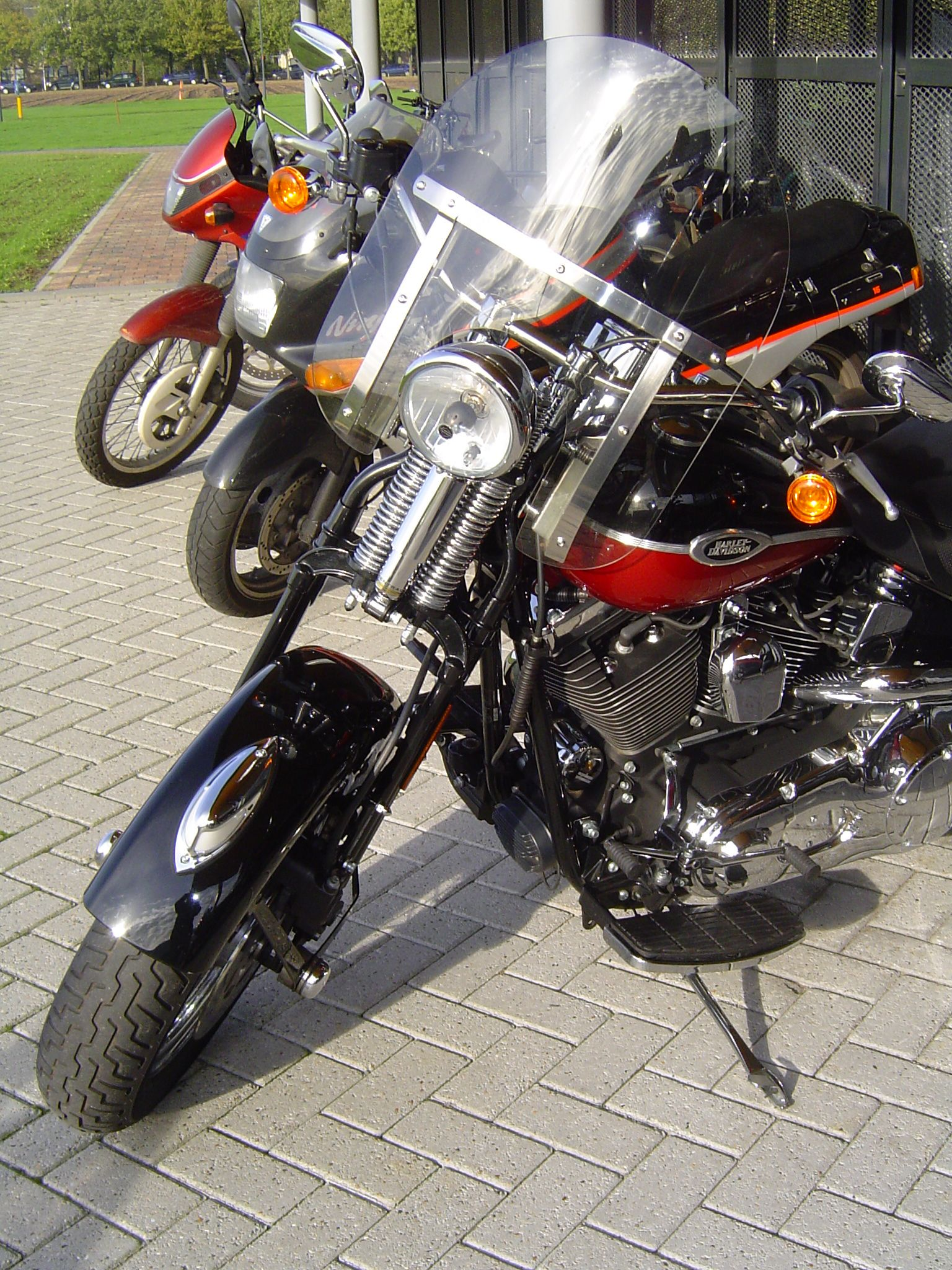
En op een hedendaagse Harley-Davidson FLSTSCI Softail Springer Classic

Een springervoorvork is een geduwde parallel-voorvork van een motorfiets waarbij aparte veerpoten door buiten liggende veren worden afgeveerd.
Deze is eigenlijk ouderwets, maar sinds Harley’s Springer-modellen weer populair op customs. De springer-vork is een variatie op de Girdervork.